# Księżniczka i żebrak
Księżniczka i żebrak (tytuł oryginalny La principessa e il povero) – włoski telewizyjny film fantasy z roku 1997 w reżyserii Lamberto Bavy.

## Opis filmu
Baśń o dzieciach zamienionych w dramatycznych okolicznościach w dniu urodzenia i przez to wychowujących się, jedno na dworze królewskim, drugie natomiast w domu prostego wieśniaka.

## Obsada
- Nicholas Rogers − Ademaro, brat Léonardo
- Lorenzo Crespi − Léonardo, brat Ademaro
- Anna Falchi − Księżniczka Mirabelle
- Mathieu Carrière − Król Hamil
- Thomas Kretschmann − Migal, brat króla Hamila
- Simone Ascani − Gamesh
- Max von Sydow − mag Epsos
- Michaela Merten − Sariba